# Pleasant Grove (Île-du-Prince-Édouard)
Pour les articles homonymes, voir Pleasant Grove.
Pleasant Grove est un village dans le comté de Queens sur l'Île-du-Prince-Édouard, au Canada, à l'ouest de Mount Stewart.